# Линия Фукутосин (Tokyo Metro)
Линия Фукутосин (яп. 副都心線 Фукутосин-сэн) — одна из линий Токийского метрополитена, относится к сети Tokyo Metro. Новейшая линия метро в городе, введена в эксплуатацию в несколько этапов в 1994—2008 годах. На всех станциях линии установлены автоматические платформенные ворота.
Полное название — Линия 13: Фукутосин (яп. 13号線副都心線 дзю:санго:-сэн фукутосин-сэн). Протяжённость составляет 20,2 км.
На картах, схемах и дорожных указателях линия изображена коричневым цветом, а её станции отмечены значком .

## Пересадки
| №  | Пересадка на линию | Со станции      | На станцию      |
| -- | ------------------ | --------------- | --------------- |
| 13 | Линия Фукутосин    | Хигаси-Синдзюку | Хигаси-Синдзюку |